# ハイサイ!ニュース610
『ハイサイ!ニュース610』（ハイサイ ニュースろくいちまる）は、NHK沖縄放送局が2007年度から4年にわたって放送した夕方のワイドニュース番組。

## 概要
前身は、前年度に『沖縄情報市場』枠で放送されていた『ハイサイ!てれびすかす』である。2007年4月から沖縄局でも『ゆうどきネットワーク』の全国枠をフルネットすることになったため、17時台・18時台に放送の『沖縄情報市場』は廃止され、替わって18時台のみの放送に縮小した本番組が2007年4月2日にスタートした。なお、2007年度には『ゆうどき』に続いて4分間、その日の放送内容の予告が行われていた。
番組は2011年春の改編で幕を下ろすことになったが、東日本大震災発生による特別態勢への移行によって2011年3月10日の放送が事実上の最終回となった。改編による転勤の対象となっていた土橋大記も、沖縄県民に対して十分に離任挨拶ができぬままに終わってしまった。

## タイムテーブル
- 18:10 - 18:30頃 オープニング、県内ニュース、企画など
- 18:30頃 - 18:40頃 九州・沖縄のブロック中継、または独自企画「ナマからハイサイ!」（時間不定）
- 18:40頃 - 18:45頃 県内ニュースまとめ
- 18:45頃 - 18:50頃 ぼくの絵私の絵など
- 18:50頃 - 18:51 交通情報
- 18:51 - 18:54 九州・沖縄の気象情報（福岡から）
- 18:54 - 18:58.55 県内気象情報に続き翌日放送の予告、終わりの挨拶

## 主なコーナー
- メインニュース・特集
- アイランドトピックス（離島・報道室の話題を中心に）
- ナマからハイサイ!（主に沖縄局1階や那覇市内から生中継）
- ぼくの絵私の絵（小学生の絵を作文とともに紹介）
- 交通情報・気象情報

## 担当者

### 歴代キャスター
| 年度 | 男性       | 女性                     |
| ---- | ---------- | ------------------------ |
| 2007 | 池田耕一郎 | 知念芽衣（ちねん・めい） |
| 2008 | 瀧川剛史   | 大湾瑠（おおわん・るり） |
| 2008 | 瀧川剛史   | 屋良歩（やら・あゆみ）   |
| 2009 | 瀧川剛史   |                          |
| 2010 | 土橋大記   |                          |

男性キャスターについては、担当できないときには別の男性アナウンサーが代行していた。

### ナマからハイサイ!
基本的に、担当外全キャスター・アナウンサーが交替で担当していたので、キャスターを外れた場合にはこちらに回った。キャスター経験が無い者に限り50音順。
なお、このコーナーは日によっては休止し、九州全域に向けた中継・ビデオリポートとなることもあった。その場合にも以下のメンバーが交替で担当したが、女性メンバーからは竹中が出ることが多かった。
アナウンサー
- 飯田紀久夫（2008年度から）
- 栗原望（2010年夏から）
- 白鳥哲也（2008年8月から2012年7月まで）
- 関根太朗（開始から2008年7月まで）
- 武田真一（2007年度。池田の代理を務めたこともあった）
- 中野淳（開始から2009年度まで）
- 中山庸介（開始から2008年7月まで）
- 細田史雄（2009年7月から）
- 松岡孝行
- 三橋大樹（2011年3月。後番組アンカー）
- 宮田貴行（開始から2007年7月まで）
- 渡辺裕之（2008年6月途中まで）

キャスター
他の放送局で経験を積んだ者も少なくなかった。
- 伊敷聡子
- 牛島瞳（2007年度）
- 小橋川結子（2009年度から）
- 竹中知華（2008年度から）
- 西田朱里（にしだ・あかり。2011年2月から）
- 又吉千幸（2008年度）
- 山城真紀（2007・2008年度）
- 山田真理子（2009年度から）

## その他
沖縄県では夏季（6月 - 10月）においては、地球環境対策と地域振興を目的として公の場でも「かりゆしウェア」の着用を奨励している。これに呼応するように、本番組も夏季においては、キャスターが「かりゆしウェア」を着用してニュースを伝えていた。前番組『ハイサイ!てれびすかす』で同様の取り組みを行った結果、普及に貢献したとして県から表彰を受けており、この取り組みは後番組『NEWSおきなわ610』にも引き継がれることになった。